# Categoría Primera B 2011
Die Categoría Primera B 2011, nach einem Sponsor Torneo Postobón genannt, war die zweiundzwanzigste Spielzeit der zweiten kolumbianischen Spielklasse im Fußball der Herren, die aus Apertura und Finalización bestand. Sie begann am 29. Januar 2011 und endete am 4. Dezember. Vorjahresmeister war Itagüí Ditaires. Absteiger aus der ersten Liga war Cortuluá.
Meister wurde Deportivo Pasto, das damit in die erste Liga aufsteigen konnte. Der Vizemeister Patriotas konnte sich in der Relegation gegen América de Cali durchsetzen.

## Modus
Es wurden zwei Turniere gespielt, die Apertura und die Finalización. Zunächst spielten alle 18 Mannschaften im Ligamodus einmal gegeneinander, zusätzlich gab es einen Spieltag mit Clásicos, an dem Spiele mit Derby-Charakter ausgetragen werden. Die ersten acht Mannschaften qualifizierten sich für das Viertelfinale, auf das Halbfinale und Finale folgten.
Die beiden Halbserienmeister spielten einen Meister aus, der direkt aufstieg. Der Vizemeister spielte eine Relegation gegen den Vorletzten der ersten Liga. Wenn eine Mannschaft beide Halbserien gewonnen hätte, wäre sie automatisch Meister geworden. Die nächstbeste Mannschaft in der Gesamttabelle hätte dann die Relegation gespielt. Absteiger aus der zweiten Liga gab es nicht.

## Teilnehmer
Die folgenden Vereine nahmen an den beiden Halbserien der Spielzeit 2011, Apertura und Finalización, teil. Die Vereine Atlético de la Sabana aus Sincelejo und Atlético Juventud aus Girardot verkauften ihr Startrecht an Uniautónoma FC aus Sabanalarga und Fortaleza FC, das in Zipaquirá spielte. Expreso Rojo zog zunächst aus Zipaquirá nach Fusagasugá um und dann im Laufe des Jahres nach Soacha. Centauros Villavicencio zog während der Spielzeit nach Popayán um und wurde in Universitario Popayán umbenannt. Aus rechtlichen Gründe musste der Verein die Spielzeit allerdings unter dem Namen Centauros zu Ende spielen.
| Mannschaft                        | Stadt                 | Stadion                                       | Kapazität    |
| --------------------------------- | --------------------- | --------------------------------------------- | ------------ |
| Academia FC                       | Bogotá                | Compensar                                     | 4.500        |
| Alianza Petrolera                 | Barrancabermeja       | Daniel Villa Zapata                           | 8.000        |
| Atlético Bucaramanga              | Bucaramanga           | Alfonso López                                 | 28.000       |
| Barranquilla FC                   | Barranquilla          | Romelio Martínez                              | 20.000       |
| Bogotá FC                         | Bogotá                | Alfonso López Pumarejo                        | 15.000       |
| Centauros Villavicencio Centauros | Villavicencio Popayán | Manuel Calle Lombana Ciro López               | 15.000 5.000 |
| Cortuluá                          | Tuluá                 | Doce de Octubre                               | 16.000       |
| Dépor Aguablanca                  | Cali                  | Olímpico Pascual Guerrero                     | 33.130       |
| Deportivo Pasto                   | Pasto                 | Departamental Libertad                        | 20.665       |
| Deportivo Rionegro                | Rionegro              | Alberto Grisales                              | 14.000       |
| Expreso Rojo                      | Fusagasugá Soacha     | Fernando Mazurera Luis Carlos Galán Sarmiento | 5.000 8.000  |
| Fortaleza FC                      | Zipaquirá             | Municipal Los Zipas                           | 2.000        |
| Pacífico FC                       | Buenaventura          | Polideportivo El Cristal                      | 3.000        |
| Patriotas                         | Tunja                 | La Independencia                              | 20.000       |
| Real Santander                    | Bucaramanga           | Alfonso López                                 | 28.000       |
| Uniautónoma FC                    | Sabanalarga           | Marcos Henríquez                              | 8.000        |
| Unión Magdalena                   | Santa Marta           | Eduardo Santos                                | 22.000       |
| Valledupar FC                     | Valledupar            | Armando Maestre Pavajeau                      | 10.000       |

## Apertura

### Ligaphase

#### Tabelle
| Pl. | Verein                  | Sp. | S  | U | N  | Tore    | Diff. | Punkte |
| --- | ----------------------- | --- | -- | - | -- | ------- | ----- | ------ |
| 1.  | Deportivo Pasto         | 18  | 12 | 3 | 3  | 032:800 | +24   | 39     |
| 2.  | Deportivo Rionegro      | 18  | 10 | 2 | 6  | 025:200 | +5    | 32     |
| 3.  | Pacífico FC             | 18  | 8  | 5 | 5  | 024:190 | +5    | 29     |
| 4.  | Academia FC             | 18  | 8  | 5 | 5  | 018:150 | +3    | 29     |
| 5.  | Patriotas               | 18  | 8  | 5 | 5  | 022:200 | +2    | 29     |
| 6.  | Valledupar FC           | 18  | 8  | 4 | 6  | 016:140 | +2    | 28     |
| 7.  | Uniautónoma FC          | 18  | 8  | 3 | 7  | 030:220 | +8    | 27     |
| 8.  | Cortuluá (A)            | 18  | 8  | 3 | 7  | 021:180 | +3    | 27     |
| 9.  | Atlético Bucaramanga    | 18  | 8  | 3 | 7  | 020:250 | −5    | 27     |
| 10. | Fortaleza FC            | 18  | 6  | 8 | 4  | 020:190 | +1    | 26     |
| 11. | Bogotá FC               | 18  | 7  | 3 | 8  | 020:240 | −4    | 24     |
| 12. | Expreso Rojo            | 18  | 5  | 7 | 6  | 025:240 | +1    | 22     |
| 13. | Dépor Aguablanca        | 18  | 5  | 6 | 7  | 022:280 | −6    | 21     |
| 14. | Real Santander          | 18  | 5  | 5 | 8  | 025:260 | −1    | 20     |
| 15. | Centauros Villavicencio | 18  | 5  | 3 | 10 | 021:230 | −2    | 18     |
| 16. | Barranquilla FC         | 18  | 4  | 6 | 8  | 013:190 | −6    | 18     |
| 17. | Unión Magdalena         | 18  | 4  | 4 | 10 | 022:360 | −14   | 16     |
| 18. | Alianza Petrolera       | 18  | 3  | 5 | 10 | 012:280 | −16   | 14     |

| (A) | Absteiger aus der Categoría Primera A: Cortuluá |

### Finalrunde

#### Viertelfinale
Die Viertelfinalspiele fanden vom 18. bis 21. Mai 2011 statt.
|                    | Gesamt          |                | Hinspiel | Rückspiel |
| ------------------ | --------------- | -------------- | -------- | --------- |
| Academia FC        | 1:2             | Patriotas      | 1:0      | 0:2       |
| Deportivo Pasto    | 1:1 (2:4 i. E.) | Valledupar FC  | 0:0      | 1:1       |
| Pacífico FC        | 3:3 (4:1 i. E.) | Uniautónoma FC | 1:3      | 2:0       |
| Deportivo Rionegro | 0:3             | Cortuluá       | 0:1      | 0:2       |

#### Halbfinale
Die Hinspiele wurden vom 25. bis 28. Mai 2011 ausgetragen.
|             | Gesamt          |               | Hinspiel | Rückspiel |
| ----------- | --------------- | ------------- | -------- | --------- |
| Patriotas   | 2:0             | Valledupar FC | 1:0      | 1:0       |
| Pacífico FC | 1:1 (4:5 i. E.) | Cortuluá      | 1:0      | 0:1       |

#### Finale
| Datum                                                                            |           | Ergebnis        |           | Ort   |
| -------------------------------------------------------------------------------- | --------- | --------------- | --------- | ----- |
| 5.06.2011                                                                        | Cortuluá  | 0:0             | Patriotas | Tuluá |
| 11.06.2011                                                                       | Patriotas | 0:0             | Cortuluá  | Tunja |
| Gesamt:                                                                          | Patriotas | 0:0 (5:4 i. E.) | Cortuluá  |       |
| damit wurde Patriotas Meister der Apertura und qualifizierte sich für das Finale |           |                 |           |       |

### Torschützenliste
Bei gleicher Anzahl von Treffern sind die Spieler alphabetisch geordnet.
| Pl. | Spieler               | Mannschaft      | Tore |
| --- | --------------------- | --------------- | ---- |
| 1.  | Tommy Tobar           | Pacífico FC     | 11   |
| 2.  | Orlando Ballesteros   | Uniautónoma FC  | 10   |
| 3.  | Wilder Guisao         | Bogotá FC       | 8    |
| 3.  | Carlos Daniel Hidalgo | Deportivo Pasto | 8    |
| 3.  | José Largacha         | Patriotas       | 8    |
| 3.  | Héctor Fabián Ramírez | Cortuluá        | 8    |

## Finalización

### Ligaphase

#### Tabelle
| Pl. | Verein               | Sp. | S | U | N  | Tore    | Diff. | Punkte |
| --- | -------------------- | --- | - | - | -- | ------- | ----- | ------ |
| 1.  | Deportivo Pasto      | 18  | 9 | 7 | 2  | 032:150 | +17   | 34     |
| 2.  | Centauros            | 18  | 8 | 7 | 3  | 028:250 | +3    | 31     |
| 3.  | Alianza Petrolera    | 18  | 8 | 5 | 5  | 024:160 | +8    | 29     |
| 4.  | Bogotá FC            | 18  | 8 | 5 | 5  | 026:210 | +5    | 29     |
| 5.  | Deportivo Rionegro   | 18  | 8 | 4 | 6  | 033:230 | +10   | 28     |
| 6.  | Uniautónoma FC       | 18  | 8 | 4 | 6  | 033:240 | +9    | 28     |
| 7.  | Expreso Rojo         | 18  | 7 | 7 | 4  | 021:150 | +6    | 28     |
| 8.  | Academia FC          | 18  | 7 | 7 | 4  | 027:240 | +3    | 28     |
| 9.  | Real Santander       | 18  | 7 | 6 | 5  | 023:190 | +4    | 27     |
| 10. | Fortaleza FC         | 18  | 6 | 8 | 4  | 020:180 | +2    | 26     |
| 11. | Atlético Bucaramanga | 18  | 5 | 8 | 5  | 016:180 | −2    | 23     |
| 12. | Valledupar FC        | 18  | 7 | 2 | 9  | 022:280 | −6    | 23     |
| 13. | Unión Magdalena      | 18  | 5 | 5 | 8  | 019:220 | −3    | 20     |
| 14. | Cortuluá (A)         | 18  | 4 | 8 | 6  | 022:270 | −5    | 20     |
| 15. | Patriotas            | 18  | 4 | 6 | 8  | 021:250 | −4    | 18     |
| 16. | Pacífico FC          | 18  | 3 | 6 | 9  | 014:280 | −14   | 15     |
| 17. | Barranquilla FC      | 18  | 3 | 5 | 10 | 012:280 | −16   | 14     |
| 18. | Dépor Aguablanca     | 18  | 2 | 6 | 10 | 015:320 | −17   | 12     |

| (A) | Absteiger aus der Categoría Primera A: Cortuluá |

### Finalrunde

#### Viertelfinale
Die Viertelfinalspiele fanden vom 9. bis 12. November 2011 statt.
|                    | Gesamt          |                   | Hinspiel | Rückspiel |
| ------------------ | --------------- | ----------------- | -------- | --------- |
| Uniautónoma FC     | 1:5             | Deportivo Pasto   | 1:1      | 0:4       |
| Expreso Rojo       | 0:0 (5:4 i. E.) | Bogotá FC         | 0:0      | 0:0       |
| Academia FC        | 4:4 (2:4 i. E.) | Centauros         | 2:0      | 2:4       |
| Deportivo Rionegro | 4:1             | Alianza Petrolera | 3:0      | 1:1       |

#### Halbfinale
Die Hinspiele wurden vom 16. bis 20. November 2011 ausgetragen.
|                 | Gesamt          |                    | Hinspiel | Rückspiel |
| --------------- | --------------- | ------------------ | -------- | --------- |
| Deportivo Pasto | 6:2             | Expreso Rojo       | 1:1      | 5:1       |
| Centauros       | 3:3 (5:4 i. E.) | Deportivo Rionegro | 0:1      | 3:2       |

#### Finale
| Datum                                                                                      |                 | Ergebnis  |                 | Ort     |
| ------------------------------------------------------------------------------------------ | --------------- | --------- | --------------- | ------- |
| 23.11.2011                                                                                 | Centauros       | 1:1 (0:1) | Deportivo Pasto | Popayán |
| 27.11.2011                                                                                 | Deportivo Pasto | 1:0 (0:0) | Centauros       | Pasto   |
| Gesamt:                                                                                    | Centauros       | 1:2       | Deportivo Pasto |         |
| damit wurde Deportivo Pasto Meister der Finalización und qualifizierte sich für das Finale |                 |           |                 |         |

### Torschützenliste
Bei gleicher Anzahl von Treffern sind die Spieler alphabetisch geordnet.
| Pl. | Spieler                | Mannschaft         | Tore |
| --- | ---------------------- | ------------------ | ---- |
| 1.  | Jefferson Duque        | Deportivo Rionegro | 11   |
| 1.  | Omar Fernández Frasica | Academia FC        | 11   |
| 1.  | Jorge Enrique Vargas   | Centauros          | 11   |
| 4.  | Gilberto García        | Deportivo Pasto    | 8    |
| 4.  | Mauricio Mina          | Deportivo Pasto    | 8    |
| 6.  | Andrés Javier Mosquera | Bogotá FC          | 7    |

## Finale
| Datum                                                                        |                 | Ergebnis        |                 | Ort   |
| ---------------------------------------------------------------------------- | --------------- | --------------- | --------------- | ----- |
| 30.11.2011                                                                   | Patriotas       | 1:0 (1:0)       | Deportivo Pasto | Tunja |
| 04.12.2011                                                                   | Deportivo Pasto | 1:0 (0:0)       | Patriotas       | Pasto |
| Gesamt:                                                                      | Patriotas       | 1:1 (0:2 i. E.) | Deportivo Pasto |       |
| damit wurde Deportivo Pasto Meister und stieg in die Categoría Primera A auf |                 |                 |                 |       |

## Relegation
| Datum                                                                                                  |                 | Ergebnis        |                 | Ort   |
| --- | --------------- | --------------- | --------------- | ----- |
| 11.12.2011                                                                                             | Patriotas       | 1:1 (0:1)       | América de Cali | Tunja |
| 17.12.2011                                                                                             | América de Cali | 1:1 (0:0)       | Patriotas       | Cali  |
| Gesamt:                                                                                                | Patriotas       | 2:2 (4:3 i. E.) | América de Cali |       |
| damit stieg Patriotas in die Categoría Primera A auf und América de Cali in die Categoría Primera B ab |                 |                 |                 |       |

## Gesamttabelle
Für die Reclasificación wurden alle Spiele der Spielzeit 2011 sowohl der Liga- als auch der Halbfinalphase sowie der Finalspiele zusammengezählt. Sie wäre wichtig gewesen, wenn eine Mannschaft beide Halbserien gewonnen hätte. Dann hätte die nächstbeste Mannschaft der Gesamttabelle die Relegation gespielt.
| Pl. | Verein               | Sp. | S  | U  | N  | Tore    | Diff. | Punkte |
| --- | -------------------- | --- | -- | -- | -- | ------- | ----- | ------ |
| 1.  | Deportivo Pasto      | 46  | 25 | 15 | 6  | 079:290 | +50   | 90     |
| 2.  | Deportivo Rionegro   | 42  | 20 | 7  | 15 | 065:500 | +15   | 67     |
| 3.  | Academia FC          | 40  | 17 | 12 | 11 | 050:450 | +5    | 63     |
| 4.  | Patriotas            | 44  | 16 | 13 | 15 | 048:470 | +1    | 61     |
| 5.  | Uniautónoma FC       | 40  | 17 | 8  | 15 | 067:540 | +13   | 59     |
| 6.  | Cortuluá             | 42  | 15 | 13 | 14 | 047:460 | +1    | 58     |
| 7.  | Centauros            | 42  | 15 | 11 | 16 | 059:590 | ±0    | 56     |
| 8.  | Bogotá FC            | 38  | 15 | 10 | 13 | 046:450 | +1    | 55     |
| 9.  | Expreso Rojo         | 40  | 12 | 17 | 11 | 048:450 | +3    | 53     |
| 10. | Valledupar FC        | 40  | 15 | 8  | 17 | 039:450 | −6    | 53     |
| 11. | Fortaleza FC         | 36  | 12 | 16 | 8  | 040:370 | +3    | 52     |
| 12. | Atlético Bucaramanga | 36  | 13 | 11 | 12 | 036:430 | −7    | 50     |
| 13. | Pacífico FC          | 40  | 13 | 11 | 16 | 042:510 | −9    | 50     |
| 14. | Real Santander       | 36  | 12 | 11 | 13 | 048:450 | +3    | 47     |
| 15. | Alianza Petrolera    | 38  | 11 | 11 | 16 | 037:480 | −11   | 44     |
| 16. | Unión Magdalena      | 36  | 9  | 9  | 18 | 043:600 | −17   | 36     |
| 17. | Dépor Aguablanca     | 36  | 7  | 12 | 17 | 037:600 | −23   | 33     |
| 18. | Barranquilla FC      | 36  | 7  | 11 | 18 | 025:470 | −22   | 32     |